# Dignac

Dignac este o comună în departamentul Charente, Franța. În 1 ianuarie 2022 avea o populație de 1.373 de locuitori.